# 抽象摄影

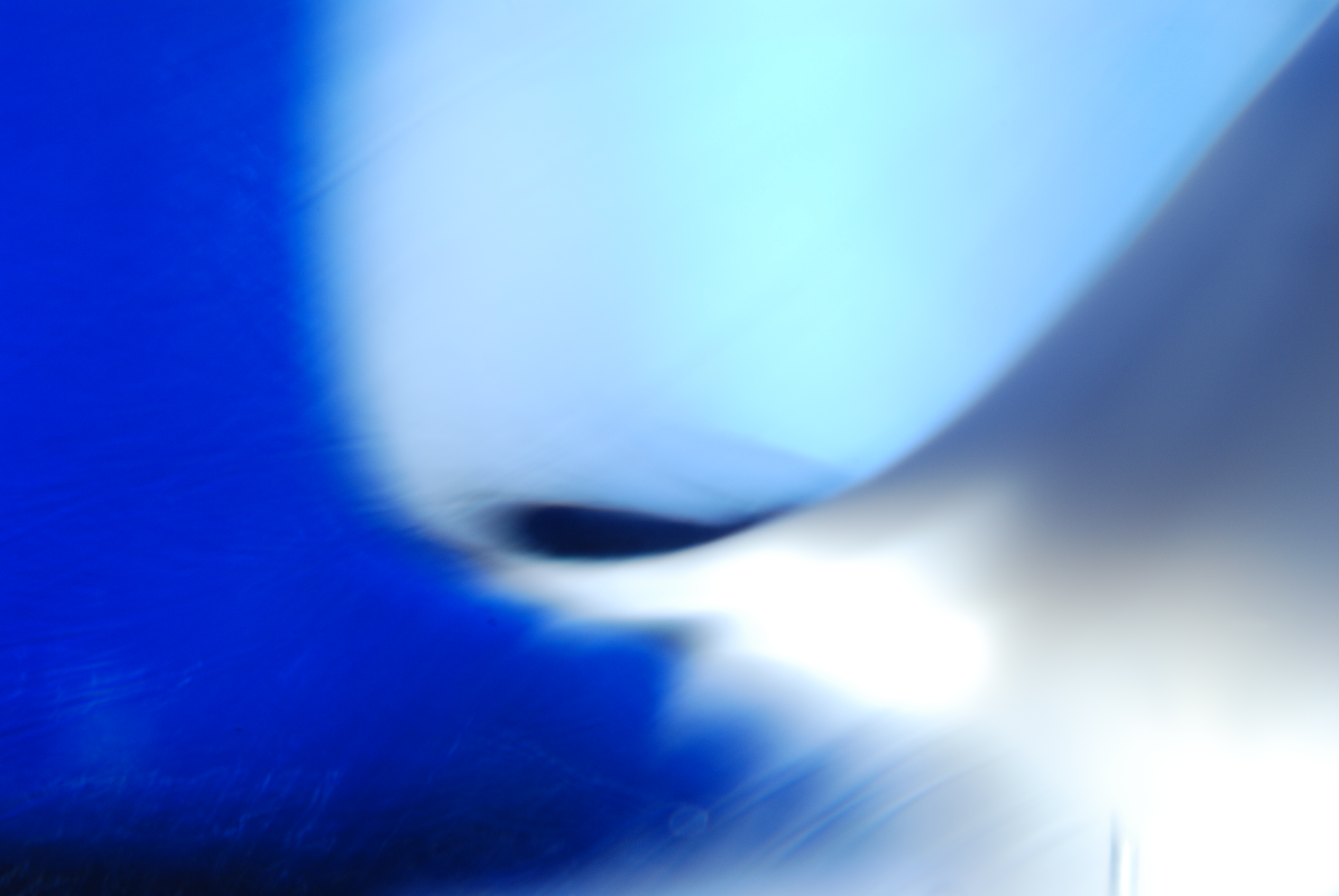
观众几乎无法辨认出这一宏观摄影作品拍的是什么

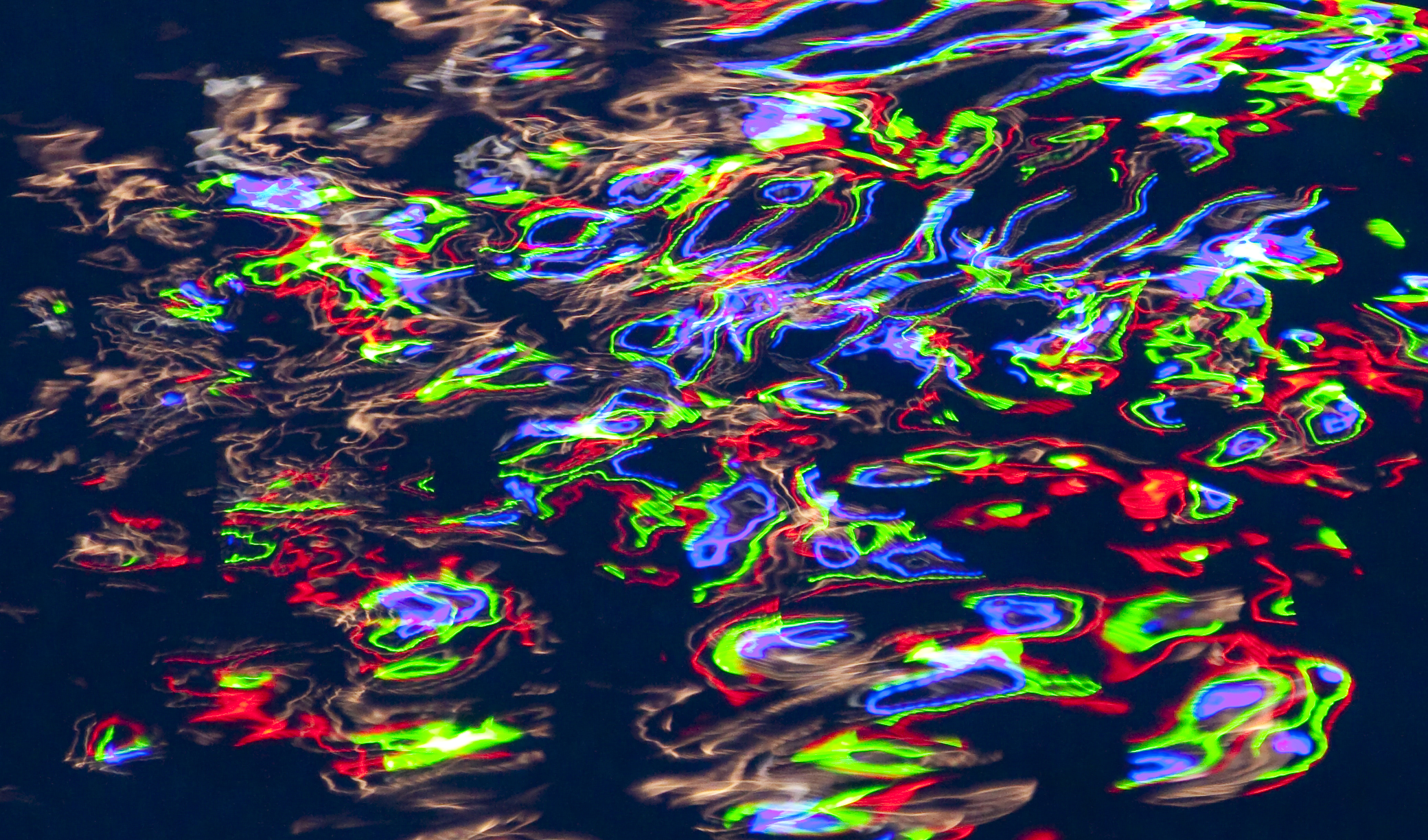
物体的反射与位移加在一起，让此摄影作品看起来十分抽象

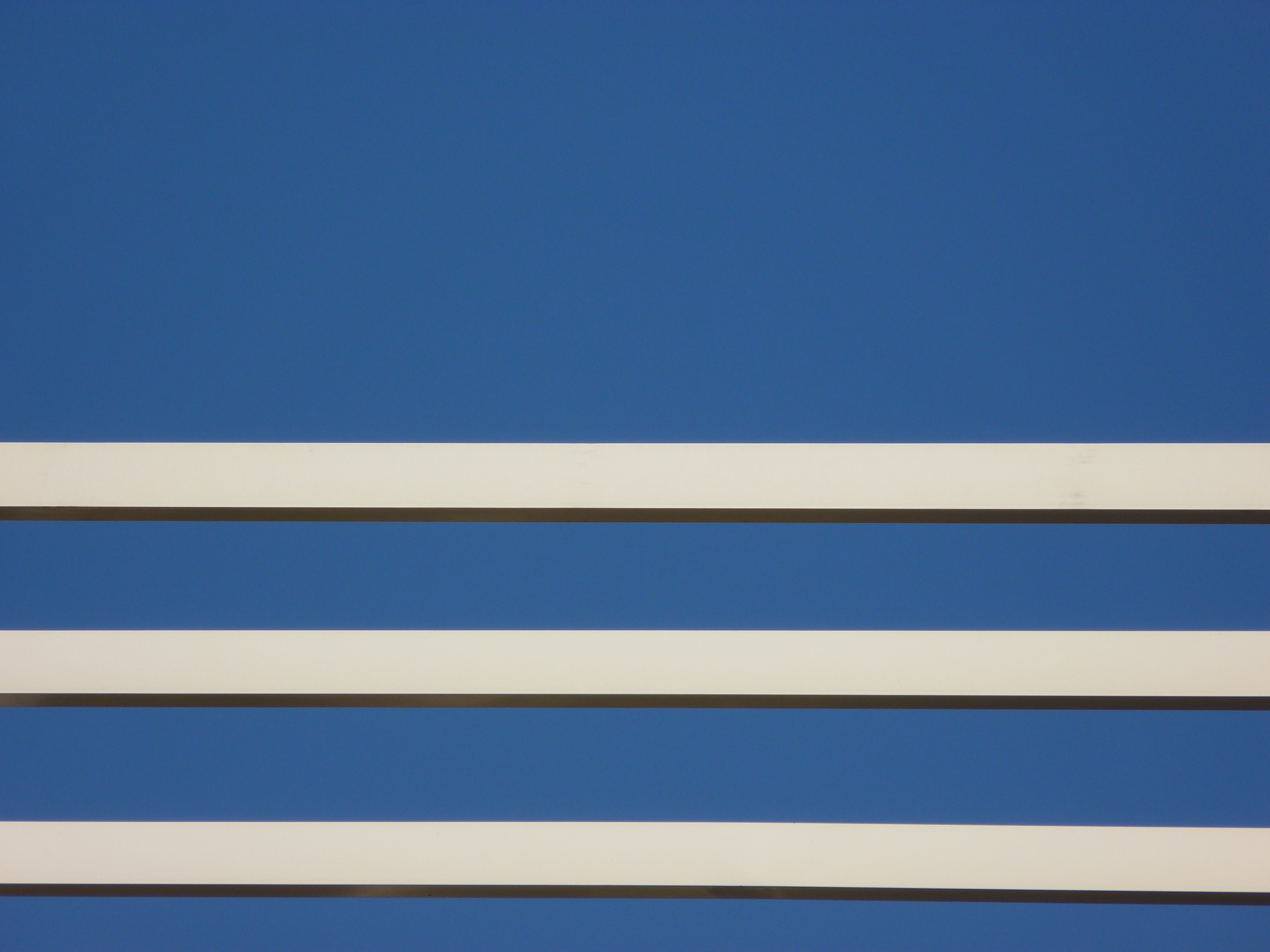
观众无从得知作品主体的结构

抽象摄影（英語：abstract photography）指的是拍摄主体与客观世界没有直接联系的摄影作品。抽象作品可能会将自然界的物体从其发现的环境中隔离开，切断该物体与周围环境之间的联系；或是刻意捕捉真实物体看上去不真实的一面；又或者会用光影、形状、材质等表达一种主观感受、印象等。摄影师可以用传统的相机设备进行创作，也有的会在冲印阶段用不同的手法处理胶片、相纸，或是直接用在上进行修改。